# Sint-Trudokerk (Linkhout)

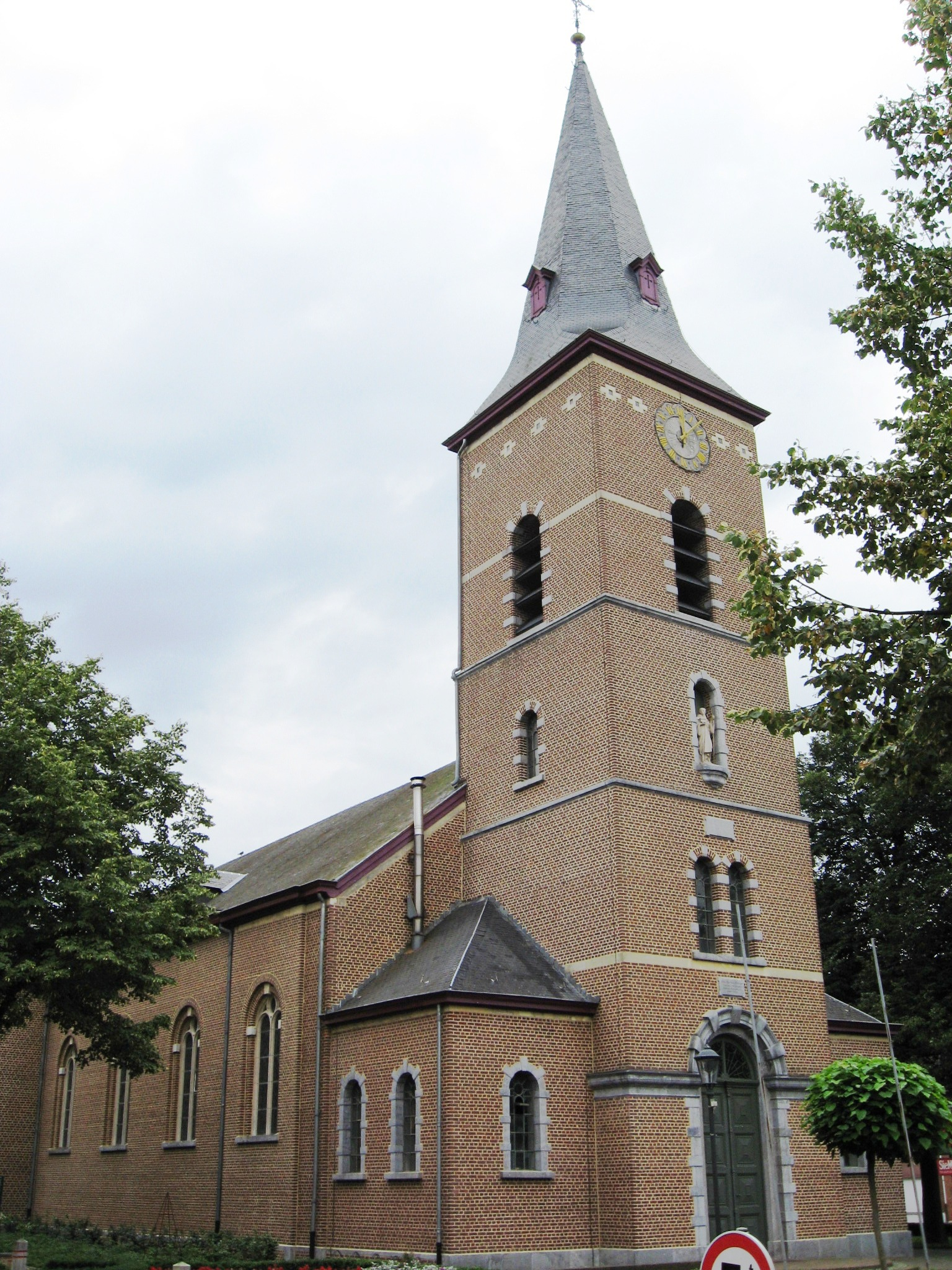
Sint-Trudokerk

De Sint-Trudokerk is de parochiekerk van Linkhout, gelegen aan de Linkhoutstraat.
De parochie van Linkhout stamt van 1178 en is een afsplitsing van de parochie van Lummen.  Ze was onderhorig aan de Abdij van Sint-Truiden. Volgens sommige bronnen stond de parochiekerk vroeger in het Schulensbroek, waar het echter te vochtig was. Een nieuwe kerk werd daarom op de tegenwoordige plaats gebouwd. Op de Ferrariskaart (1771-1778) staat de oorspronkelijk kerk echter afgebeeld op ongeveer 200m ten Noorden van de huidige kerk.
De huidige kerk stamt van 1846, maar in 1904 werd ze ingrijpend verbouwd, terwijl ook in 1938 verbouwingen werden uitgevoerd.
Het is een neoclassicistische bakstenen pseudobasiliek met ingebouwde westtoren. Het middenschip wordt overwelfd met een tongewelf, terwijl de zijbeuken kruisribgewelven bezitten.
De kerk bezit een gepolychromeerd laatgotisch beeld van Sint-Lucia (ongeveer 1530), toegeschreven aan de Meester van Oostham. Voorts een Sint-Trudo uit de 17e eeuw, en daarnaast een aantal 18e-eeuwse heiligenbeelden.
Er zijn twee classicistische biechtstoelen, op de ene staat Adam, op de andere Eva afgebeeld. De glas-in-loodramen, uit omstreeks 1905, zijn van F. Crickx.